# Citostatic
Un citostatic (din limba greacă: Cyto = celulă și static = inhibare) este un medicament sau substanță medicamentoasă, naturală sau de sinteză, care oprește sau împiedică creșterea și înmulțirea celulelor. Citostaticele sunt folosite în tratamentul cancerului, în chimioterapie.

## Tipuri
Principalele clase de citostatice utilizate sunt: agenții de alchilare, antraciclinele, taxanii, inhibitorii kinazei, agenții pe bază de platină (cisplatin) etc.